# 모빌 시빅 센터
모빌 시빅 센터(영어: Mobile Civic Center)는 미국 앨라배마주 모빌에 위치한 실내 경기장이다. 과거 D-리그 모빌 레블러스와 ECHL 모빌 미스틱스의 홈경기장으로 사용했다.